# Herman Li
Herman Li (kinesisk: 李康敏, født 3. oktober 1976 i Hong Kong) er guitarist og korsanger i power metal-bandet DragonForce. 
Li benytter Ibanez E-Gen18-guitarer, og hans spillestil er karakteriseret som tempofyldt med udbredt brug af whammy bar, sweep-picking og tapping. Lis guitarspil er inspireret af rock, metal samt lyde fra forskellige computerspil, eksempelvis i nummeret "Through the Fire and Flames", hvor lyde fra computerspillet Pac-Man er benyttet som inspiration. Samme nummer er at finde i Guitar Hero.
Herman Li er venstrehåndet, men har lært at spille højrehåndet. Den 9. maj 2010 meddelte Li via Facebook, at han havde modtaget en specialdesignet Ibanez 7-strenget guitar.[kilde mangler]